# Hoplia flavomaculata
Hoplia flavomaculata är en skalbaggsart som beskrevs av Moser 1912. Hoplia flavomaculata ingår i släktet Hoplia och familjen Melolonthidae. Inga underarter finns listade i Catalogue of Life.